# Lucifer’s Friend
Lucifer’s Friend ist eine deutsche Band, die Elemente aus progressiven Hard Rock und frühem Heavy Metal verbindet. Sie entstand 1970 durch Gitarrist Peter Hesslein, Bassist Dieter Horns, Keyboarder Peter Hecht und Schlagzeuger Joachim Rietenbach.

## Bandgeschichte
Lucifer’s Friend entstand aus der Gruppe Asterix mit Toni Cavanagh, nachdem dieser die Gruppe verließ, benannte Asterix sich in Lucifer’s Friend um. Lucifer’s Friend waren die meiste Zeit ihres Bestehens eine reine Studioband. Nur am Anfang ihrer Karriere und nach John Lawtons Ausstieg 1976 gaben sie einige Konzerte.
Das Debüt-Album wurde auf Philips veröffentlicht, ab der zweiten LP wurden ihre Platten von Vertigo Records herausgebracht, in den USA kamen sie jedoch bei kleinen unabhängigen Labels heraus und erzielten Achtungserfolge. In den späten 1970er Jahren bekamen sie einen Vertrag mit Elektra Records und nahmen drei Alben mit kommerziellerer Musik auf, aber das Interesse an der Band hatte nachgelassen und diese Platten waren noch weniger erfolgreich als die Vorgänger.
Lucifer’s Friend änderten für jedes neue Album ihren Stil und folgten neuen Vorbildern. Ihr erstes Album, aufgenommen im Tonstudio Maschen bei Joe Menke, war von Led Zeppelin und Black Sabbath beeinflusst und spricht Fans früher Heavy-Metal-Musik an. Das zweite Album dagegen war sehr experimentell und progressiv und enthielt psychedelischen Rock mit assoziativen Texten von John O’Brien-Docker. Auf ihrem dritten Album, I’m Just a Rock & Roll Singer, wechselten sie wieder die Stilrichtung und brachten swingenden, funkigen Rock im Stil von Grand Funk Railroad, mit Reminiszenzen an Janis Joplin und Chicago. Ihre nächste Platte Banquet wurde mit den Bläsern des James-Last-Orchesters aufgenommen und ging in Richtung swingender Fusion und Jazzrock. Das folgende Album Mind Exploding enthielt wiederum geraderen Hardrock. Sänger John Lawton wechselte 1976 zu Uriah Heep. Er kam für das Album Mean Machine 1981 zurück.
Auf den beiden Alben ohne Lawton war die Musik der Gruppe sehr kommerziell, mit starken Anklängen an Queen auf Good Time Warrior von 1978 und im Discostil bei Sneak Me In von 1980. Mit Lawtons Rückkehr wendete sich das Blatt wieder zum Hardrock/Heavy Metal, diesmal mit Anklängen an Foreigner und Bad Company. Die Band trennte sich 1982. 1994 formierten Lawton und Hesslein mit neuen Musikern Lucifer’s Friend II und nahmen die CD Sumo Grip auf.
Auf ihren späteren Alben wurden sie von Keyboarder Adrian Askew verstärkt, der vorher bei Edison Lighthouse war, die für ihren Hit aus den frühen 1970er Jahren Love Grows (Where My Rosemary Goes) bekannt war.
Im Dezember 2020 starb Bassist Dieter Horns an einer COVID-19-Erkrankung. Er war bereits zuvor wegen anderer Erkrankungen in Behandlung. Im Juni 2021 starb Sänger John Lawton.

## Sonstiges
- Der Gitarrist Peter Hesslein produzierte Marius Müller-Westernhagens erste drei Studioalben.
- Mehrere Bandmitglieder waren in den 1970er Jahren bei James Last tätig.
- Ein Nebenprojekt war die Band The Pink Mice, die Klassik-Rock im Stil von Emerson, Lake and Palmer oder Ekseption spielte.

## Diskografie
- 1969: Asterix (als Asterix)
- 1971: Lucifer’s Friend
- 1972: Where the Groupies Killed the Blues
- 1973: I’m Just a Rock & Roll Singer
- 1974: Banquet
- 1976: Mind Exploding
- 1978: Good Time Warrior
- 1979: The Devil's Touch
- 1980: Sneak Me In
- 1981: Mean Machine
- 1994: Sumo Grip
- 2015: Awakening
- 2016: Live @ Sweden Rock 2015
- 2016: Too Late To Hate
- 2019: Black Moon